# Lucien Labaudt
Lucien Adolphe Labaudt (Paris, 14 mai 1880 - Assam, 12 décembre 1943) est un artiste américain d'origine française. Ayant vécu en Californie, il fut
costumier, décorateur, enseignant, graveur, peintre, et muraliste.

## Biographie
Né à Paris en 1880 dans un milieu lié à la mode, Lucien Adolphe Labaudt devient couturier pour femmes avant de quitter la France en 1906 pour les États-Unis. Il arrive à Nashville, puis, en 1910, s'installe à San Francisco, au 526 Powell Street, alors en pleine reconstruction après le tremblement de terre, et ouvre un atelier de création de costumes. En 1919, il commence d'enseigner l'art du costume au San Francisco Art Institute (alors appelé California School of Fine Arts), dont il prendra plus tard la direction. 

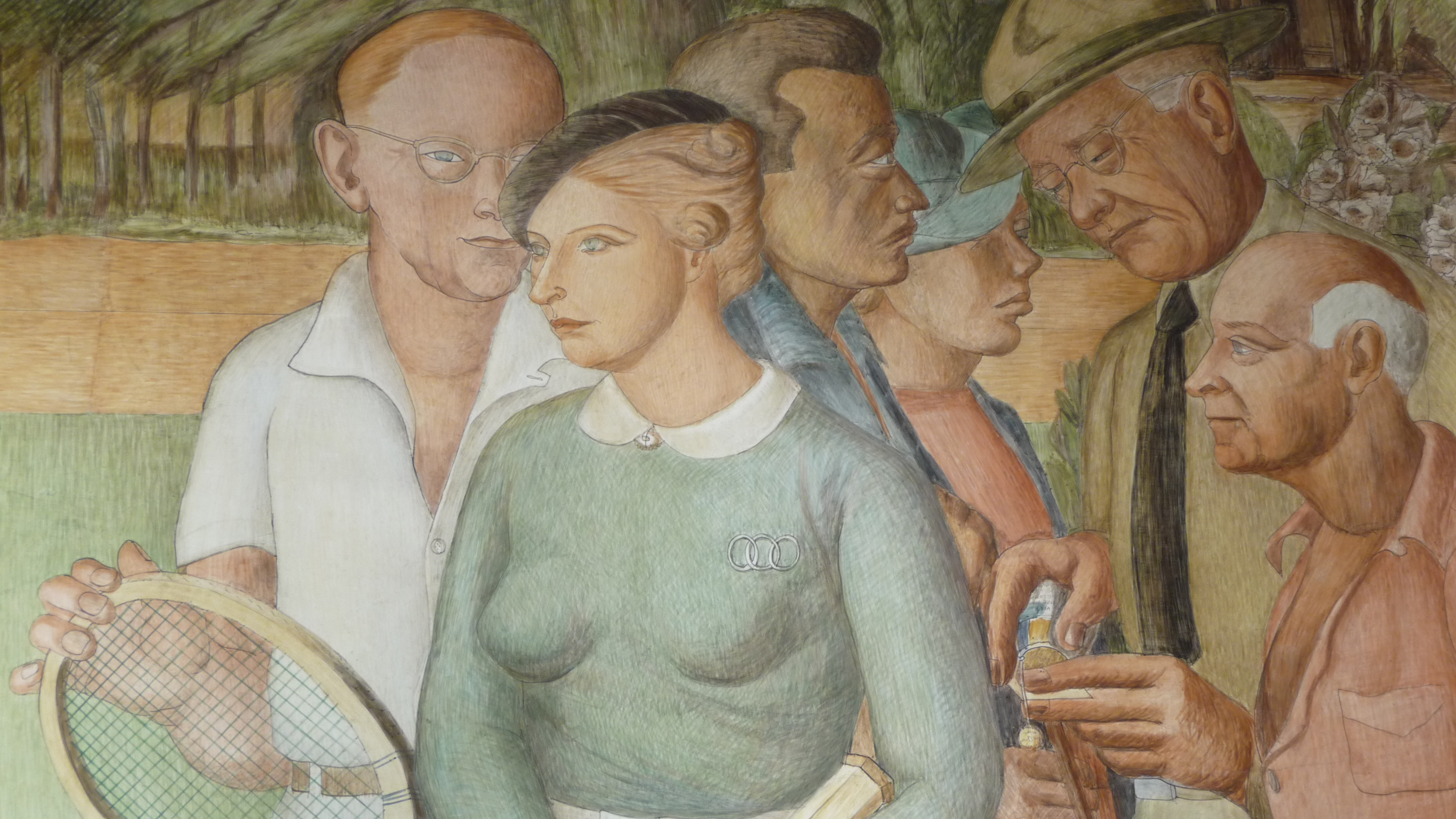
Détail des fresques du Beach Chalet composées en 1936 (Golden Gate Park, San Francisco).

En tant que peintre, influencé par Paul Cézanne et Georges Seurat, il est proche de l'école de Paris, exposant à partir des années 1920 dans la capitale française (Salon d'automne en 1925, Galerie Pleyel en 1928) mais aussi à New York, Pittsburgh (Carnegie Museums of Pittsburgh (en), 1931) et San Francisco (East West Gallery, 1928). Dans le cadre du Federal Art Project, il exécute des peintures murales, dont les fresques du Beach Chalet (en) (San Francisco, 1936), Life on the Old Spanish and American Ranchos (1938) et Aerodynamism (1941) sur Spring Street à Los Angeles, ainsi que Powell Street, une des fresques du Coit Memorial Tower (San Francisco, 1933),.
Tout en exposant ses peintures, Labaudt est costumier et décorateur pour le théâtre. Il collabore au théâtre de la Gaité française fondé par Jeanne et André Ferrier à San Francisco en 1921 au 1470 Washington Street,.
Labaudt fréquente de nombreux artistes de la scène californienne de cette époque : Lorser Feitelson, Helen Lundeberg, Otis Oldfield (en), Diego Rivera, et sert de lien entre Paris et la Californie, via entre autres André Lhote. En 1930, Henri Matisse visite San Francisco et les deux artistes resteront proches. 
Son épouse née en France, Marcelle Labaudt (1892-1987), joua un rôle très important dans sa vie. Proches des artistes, elle travaille à ses côtés et tisse de nombreux liens entre les deux continents. 
En 1942, Lucien Labaudt devient correspondant de guerre pour le magazine Life. Se rendant en Inde avec son épouse pour réaliser un reportage sur la vie artistique en Extrême-Orient, il meurt lors d'un accident aérien au dessus de l'Assam, en compagnie de neuf autres artistes, alors qu'ils étaient en partance pour la Chine,,.
Marcelle Labaudt, de retour à San Francisco, y ouvre en 1946 la Lucien Labaudt Art Gallery, au 1407 Gough Street, qui jouera un rôle premier dans la renaissance de cette ville, y accueillant de jeunes artistes (par exemple l'artiste chinois Yun Gee (en)) et des poètes, comme Madeline Gleason, qui organisa en avril 1947 le First Festival of Modern Poetry.
Le San Francisco Museum of Modern Art conserve des œuvres de Lucien Labaudt, ainsi que le Oakland Museum of California.
Tous deux inhumés au National Memorial Cemetery of the Pacific (Honolulu), Marcelle et Lucien ont eu une fille, Yliane Labaudt-Remy, née en 1911 à San Francisco, qui est peintre.